# Andra messeniska kriget
Det andra messeniska kriget var ett krig som utspelade sig kring 685–668 f.Kr. mellan de grekiska staterna Sparta och Messenien och som slutade i en spartansk seger.

## Bakgrund
Det första messeniska kriget varade från 743 f.Kr. till 724 f.Kr. när Sparta invaderade Messenien, officiellt för att få upprättelse i en serie mord utförda av messenien Polychares som hämnd för mordet på hans son. Den verkliga anledningen verkar dock snarare ha varit en önskan att tillskansa sig mer land på Messeniens bekostnad. Kriget varade i 20 år och slutade i ett messeniskt nederlag. Efter kriget blev messenierna heloter vilka var en slavklass i det spartanska samhället. Det andra messeniska kriget uppstod när heloterna beslutade sig för att göra uppror mot sina spartanska överherrar.

## Kriget
På 660-talet f.Kr. beslutade sig messenierna för att göra uppror mot Sparta. De samlade en här och allierade sig med staten Argos, därefter invaderade de Lakonien. Det första slaget i kriget skall ha varit slaget vid Deres vars utfall är oklart men den messeniska armén verkar ha varit kapabel att fortsätta kriget efter slaget. Under slaget skall messeniern Aristomenes ha stridit så väl att han utnämndes till Messeniens nya konung. Det andra slaget var vid en plats kallad "svingraven" och messenierna besegrade spartanerna där. Efter segern skall Aristomenes ha placerat sin sköld i ett spartanskt tempel till Athena för att skrämma upp spartanerna, messenierna segrade sedan igen i slaget vid Fares. 
Trots de messeniska segrarna hade Sparta fortfarande det numerära övertaget om de kunde bli av med de stater som allierat sig med messenierna. I slaget vid "det stora diket" mutade spartanerna messeniernas allierade att retirera när den spartanska armen avancerade vilket resulterade i ett förkrossande messeniskt nederlag. Efter nederlaget tog sig den messeniska armén till fästningen på Eiraberget där de slog sig ned och började plundra det kringliggande landskapet. 
I tio år höll messenierna eirafortet mot den spartanska armén innan Sparta slutligen besegrade dem. Efter det sista anfallet lät spartanerna kvinnorna och barnen i fortet att gå fria och kung Aristomenes tilläts gå i exil. De män som fanns i fästningen dräptes eller återgick till att bli heloter medan större delen av de som friats reste till Italien. Kung Aristomenes flyttade till Rhodos där han senare avled. Efter intagandet av eirafortet slog Sparta ned resterna av uppror som fortfarande fanns i Messenien och i och med den arkadiske kungen Aristocrates död slöt spartanerna även fred med de stater som allierat sig med Messenien. Efter kriget ansågs Sparta vara peloponnesos starkaste militärmakt.